# 2334 Cuffey
2334 Cuffey è un asteroide della fascia principale. Scoperto nel 1962, presenta un'orbita caratterizzata da un semiasse maggiore pari a 2,2679118 au e da un'eccentricità di 0,0756428, inclinata di 4,08778° rispetto all'eclittica.
L'asteroide è dedicato allo statunitense James Cuffey.